# Фолијев катетер
Фолијев катетер медицинско је помагало или шупља цев, намењено за катетеризацију уретре (мокраћне цеви) како би се кроз њега извршило пражњење мокраћне бешике или обавило узорковање мокраће за лабораторијске анализе.
Фолијев катетер спада у групу сталних (перманентних) – катетери са балоном, јер могу остати постављени у мокраћној цеви до 12 недеља. 

## Историја
Назив катетера потиче од његовог конструктора хирурга Фредерика Фолија, хирурга који је радио у Бостону 1930-их година. Његов оригинални дизајн усвојила је компанија C.R.Bard, Inc и на основу Фолијевог изума произвела прве прототипове ових катетера, који је у част хирурга Фредерика Фолија добио епоним.

## Карактеристике и ознаке катетера
Фолијев катетер се израђује у различитим реалтивним величинам које се изражавају у француским јединицама (Frencha (Fr)) и крећу се од 6 Fr до 26 Fr (или у mm од 2,0 до 8,7 mm). Алтернативно, величина катетера од 10 Fr  може бити изражена као 10 Ch (Charriere units) јединица  названих по француском произвођачу научних инструмената из 19. века, Joseph-Frédéric-Benoît Charrière). Фолијев катетери су обично означени бојом по величини са једнобојном траком на спољном крају цеви за надувавање балона, што омогућава лаку идентификацију величине.  Боје за француске величине 5, 6, 8, 10 могу значајно да варирају ако су намењене педијатријским пацијентима. Боја за француску величину 26 такође може бити ружичаста уместо црне. 
| Боја | Боја           | Француска јединица | mm  |
| ---- | -------------- | ------------------ | --- |
|      | Жуто-зелена    | 6                  | 2.0 |
|      | Различак плава | 8                  | 2.7 |
|      | Црна           | 10                 | 3.3 |
|      | Бела           | 12                 | 4.0 |
|      | Зелена         | 14                 | 4.7 |
|      | Оранж          | 16                 | 5.3 |
|      | Црвена         | 18                 | 6.0 |
|      | Жута           | 20                 | 6.7 |
|      | Љубичаста      | 22                 | 7.3 |
|      | Плава          | 24                 | 8.0 |
|      | Црна           | 26                 | 8.7 |

Фолијеви катетери се израђују од  три врсте материјала који су одоброни за употребу у хуманој медицини: 
- латекса,
- полиуретана - нетоксичног ПВЦ
- силикона

## Примена
Пласирање Фолијевог катетера у уретер је инвазивна терапијска или дијагностичка метода која се изводи у у асептичним условима у следећим ситуацијама:
- Случајеви акутне ретенције урина
- Хронична ретенција урина ако је симптоматска и/или са оштећењем бубрега
- Преоперативна припрема
- Праћење равнотеже течности
- Код палијативних пацијената
- Приликом праћења сатне диурезе код критичних пацијената
- За примену лекова (нпр. хемотерапија за рак мокраћне бешике)
- Приказ положаја катетера у мокраћној бешици У неким дијагностичким процедурама
- Када се жели побољшати зарастање сакралних и перианалних декубитусних рана код инконтинентних пацијената
- Када се жели добијање стерилног узорак урина за лабораториску и микробиолошку анализу.

Мере предострожности –  катетер мењати на сваких 6–7 дана и један до два пута дневно испирати физиолошким раствором; – за испуњавање балона катетера не користити физиолошки раствор ради спречавања стварања кристала у балону; – кеса за сакупљање урина се поставља испод нивоа мокраћне бешике, али никада се не ставља на под.

## Контраиндикације
Контраиндикације за постављање Фолијевог уринарног катетера су:
- Повреда карлице

- Трауматске повреде доњег уринарног тракта праћене масивним крварењем
- Пријапизам (продужена ерекција која није повезана са сексуалном стимулацијом)

- Урођене или стечене аномалије уринарног тракта

- Операција уретре или бешике
- Акутни простатитис